# Morro Redondo
Morro Redondo este un oraș în Rio Grande do Sul (RS), Brazilia.